# Lijst van de leden van de Hoge Raad voor de Justitie (2004-2008)
Dit artikel geeft een lijst van de leden van de Hoge Raad voor de Justitie en hun opvolgers voor de periode 2004 – 2008.

## Nederlandstalig college

### Magistraten
Werden verkozen als lid:
1. Eric Stassijns, raadsheer in het Hof van Cassatie
2. Edithe Van den Broeck, eerste substituut-procureur des Konings bij de rechtbank van eerste aanleg te Mechelen
3. Jean-Luc Cottyn, substituut-procureur-generaal bij het hof van beroep te Gent
4. Michel Rozie, raadsheer in het hof van beroep te Antwerpen
5. Chantal Merlin, eerste substituut-procureur des Konings bij de rechtbank van eerste aanleg te Antwerpen
6. Jozef Colpin, eerste substituut-procureur des Konings bij de rechtbank van eerste aanleg te Brussel
7. Nadia Goossens, toegevoegd rechter voor het rechtsgebied van het hof van beroep te Brussel
8. Rosette Vandenborne, eerste substituut-procureur des Konings bij de rechtbank van eerste aanleg te Tongeren
9. Karin Carlens, substituut-procureur des Konings bij de rechtbank van eerste aanleg te Brussel
10. Alfred Vanwinsen, ondervoorzitter en beslagrechter in de rechtbank van eerste aanleg te Brussel
11. Kathelyne Brys, substituut-procureur des Konings bij de rechtbank van eerste aanleg te Brussel

Hebben de hoedanigheid van opvolger (art. 259bis -2, § 4 Ger.W.):
1. Alain Bloch, ondervoorzitter in de rechtbank van eerste aanleg te Gent;
2. Bruno De Hous, onderzoeksrechter in de rechtbank van eerste aanleg te Antwerpen;
3. Thierry Freyne, onderzoeksrechter in de rechtbank van eerste aanleg te Brussel;
4. Pol Van Iseghem, rechter in de rechtbank van koophandel te Kortrijk;
5. Helena Eeckeleers, substituut-arbeidsauditeur bij de arbeidsrechtbank te Mechelen;
6. Annemieke Serlippens, substituut-procureur des Konings bij de rechtbank van eerste aanleg te Gent;
7. Alberic De Roeck, vrederechter van het zevende kanton Antwerpen;
8. Kathleen Desaegher, substituut-procureur des Konings bij de rechtbank van eerste aanleg te Brussel;
9. Els Herregodts, rechter in de rechtbank van koophandel te Brussel;
10. Roland Tack, voorzitter in de rechtbank van eerste aanleg te Gent;
11. Jan Verhavert, raadsheer in het arbeidshof te Antwerpen;
12. Guy Delvoie, eerste voorzitter in het hof van beroep te Brussel;
13. Eddy Lemmens, raadsheer in het hof van beroep te Antwerpen;
14. Paulus Emsens, ondervoorzitter en beslagrechter in de rechtbank van eerste aanleg te Turnhout
15. Christiaan Voet, rechter in de politierechtbank te Ieper.

### Niet-Magistraten
Werden verkozen verklaard tot lid:
1. De heer Carl Bevernage (*), advocaat;
2. De heer Boudewijn Bouckaert (*), gewoon hoogleraar aan de U.G.;
3. Mevr. Ann Collin (*), advocate;
4. De heer Pol Deltour, nationaal secretaris van de Algemene Vereniging van beroepsjournalisten;
5. Mevr. Arlette Geuens, administratief en juridisch adviseur bij “De Voorzorg”;
6. De heer Lucien Potoms, griffier bij het Arbitragehof;
7. Mevr. Cathy Van Acker, hoofddocente aan de Faculteit rechten van de U.G.;
8. De heer Romain Vandebroek (*), advocaat;
9. De heer Robert Vanosselaer, advocaat;
10. Mevr. Myriam Van Varenbergh, advocate;
11. De heer Geert Vervaeke (*), hoogleraar aan de Faculteit rechten van de K.U.Leuven.

Hebben de hoedanigheid van opvolger (art. 259bis -2, § 4 Ger.W.):
1. De heer Koenraad Aurousseau, bediende bij een advocaat;
2. De heer Luc Ballon (*), advocaat en hoogleraar aan de Faculteit rechten van de K.U.Leuven;
3. Mevr. Caroline Bergez, advocate;
4. De heer Danny Crabeels, advocaat;
5. De heer Piet Deslé, hoofdredacteur van het nieuws op de radio van de VMMa, op VTM-tekst en internet;
6. De heer Ralph De Wit, advocaat en hoofddocent aan de Faculteit rechten van de V.U.B.;
7. De heer Frank Franceus, adviseur-generaal van het Openbaar Ambt (FOD Personeel en Organisatie - bureau ABC en directie-generaal eHRM);
8. De heer Guido Jacobs, eerste auditeur bij de Raad van State;
9. Mevr. Kristine Kloeck, bureaulid van de Hoge Raad voor de Justitie;
10. De heer Joris Lagrou, advocaat;
11. De heer Johan Maertens, directeur van een therapeutische gemeenschap voor drugsverslaafden;
12. De heer Stanislas Ossieur, advocaat;
13. De heer Flip Petillion, advocaat;
14. De heer Karel Tobback, notaris;
15. De heer Joannes Vanderhaege, ambtenaar bij de FOD Justitie;
16. Mevr. Mieke Vanhaegendoren, gewoon hoogleraar aan de Faculteit toegepaste economische wetenschappen van de L.U.C.;
17. De heer Ludovicus Van Osta, justitieassistent;
18. De heer Piet Vermeeren, bedrijfsrevisor;
19. Mevr. Gerda Vervecken, ambtenaar van de Bijzondere Belastinginspectie, gedetacheerd naar het parket te Antwerpen;
20. Mevr. Katelijne Weyts (*), advocate.

## Franstalig college

### Magistraten
Werden verkozen als lid:
1. Christine Matray, raadsheer in het Hof van Cassatie
2. Karin Gerard, kamervoorzitter in het hof van beroep te Brussel
3. Xavier De Riemaecker, advocaat-generaal bij het Hof van Cassatie
4. Jeann Prignon, vrederechter van het kanton Fléron
5. Christiane Malmendier, raadsheer in het hof van beroep te Luik
6. Vincent Macq, substituut-procureur des Konings bij de rechtbank van eerste aanleg te Namen
7. Philippe Morandini, substituut-procureur des Konings bij de rechtbank van eerste aanleg te Dinant
8. Jacqueline Devreux, eerste substituut-procureur des Konings bij de rechtbank van eerste aanleg te Brussel
9. Patrick Mandoux, raadsheer in het hof van beroep te Brussel
10. Jean-Claude Van Espen, ondervoorzitter en onderzoeksrechter in de rechtbank van eerste aanleg te Brussel
11. Annie Philippart, ondervoorzitter in de rechtbank van eerste aanleg te Charleroi

Hebben de hoedanigheid van opvolger (art. 259bis -2, § 4 Ger.W.):
1. Jean-François Funck, rechter in de arbeidsrechtbank te Nijvel
2. Georges-Henri Simonis, eerste substituut-procureur des Konings bij de rechtbank van eerste aanleg te Charleroi
3. Emile Goldenberg, ondervoorzitter en beslagrechter in de rechtbank van eerste aanleg te Brussel
4. Pierre Cornélis, advocaat-generaal bij het hof van beroep te Brussel
5. Yves Deloge, substituut-generaal bij het arbeidshof te Luik
6. Christine Wilwerth, eerste substituut-krijgsauditeur, met opdracht bij het parket van de rechtbank van eerste aanleg te Luik
7. Charles-Eric Clesse, substituut-arbeidsauditeur bij de arbeidsrechtbank te Charleroi
8. Laure Du Castillon, substituut-procureur des Konings bij de rechtbank van eerste aanleg te Brussel
9. Philippe de Hemricourt de Grunne, substituut-krijgsauditeur, met opdracht bij het parket van de rechtbank van eerste aanleg te Brussel
10. Pierre Papleux, vrederechter van het kanton Aat-Lessen
11. Denis Maréchal, substituut-arbeidsauditeur bij de arbeidsrechtbank te Luik
12. Christine Larcin, substituut-procureur des Konings bij de rechtbank van eerste aanleg te Brussel
13. Pierre Charles, ondervoorzitter in de rechtbank van eerste aanleg te Bergen
14. Marianne Renson-Salme, substituut-procureur des Konings bij de rechtbank van eerste aanleg te Luik
15. Françoise Kevers, ondervoorzitter in de rechtbank van eerste aanleg te Doornik
16. Carine Van Damme, toegevoegd rechter voor het rechtsgebied van het hof van beroep te Brussel en
17. Damine Chevalier, vrederechter van het tweede kanton Doornik
18. Georges Stevens, toegevoegd rechter voor het rechtsgebied van het hof van beroep te Brussel

### Niet-Magistraten
Werden verkozen verklaard tot lid:
1. De heer Jean-François Cats, bedrijfsrevisor
2. Mevr. Françoise Collard (*), advocate
3. De heer Edouard Delruelle (*), gewoon hoogleraar aan de ULg, leerstoel morele en politieke filosofie
4. De heer Benoît Frydman (*), docent aan de Faculteit rechten van de U.L.B.
5. De heer Jacques Hamaide (*), advocaat
6. De heer Pierre Jadoul (*), advocaat en docent aan de Haute École ICHEC – ISC Saint-Louis - ISFSC
7. Mevr. Jacqueline Oosterbosch, advocate
8. De heer Jean-Paul Pruvot (**), gedelegeerd bestuurder van een verzekeringsmaatschappij
9. Mevr. Nicole Roland, directeur van de niet-gesubsidieerde opvangmilieus binnen de directie “opvang” van de “Office de la naissance et de l'enfance (ONE)”
10. De heer Pascal Vrebos, hoogleraar aan het “Institut Cooremans”, aan de “Académie des beaux-arts » en aan het « Conservatoire royal de Bruxelles”
11. Mevr. Rosita Winkler, lector aan de ULg en hoofd van het laboratorium moleculaire oncologie, afdeling radio-immunologie van de ULg

Hebben de hoedanigheid van opvolger (art. 259bis -2, § 4 Ger.W.):
1. Mevr. Annie Allard, juridisch adviseur bij de RTBF
2. Mevr. Marie-Christine Belleville, adviseur-generaal van Ambtenarenzaken in functie bij het Adviesbureau voor organisatie en beheer (ABC), met opdracht bij de FOD Financiën
3. De heer Luc Bihain, advocaat, lector en adjunct-docent aan de Faculteit rechten van de ULg
4. De heer Jacques Bourgaux (*), advocaat
5. De heer Philippe Damman, kandidaat-gerechtsdeurwaarder
6. De heer Jean-Albert Deltenre (*), advocaat
7. De heer Etienne Descamps, advocaat
8. Mevr. Isabelle de Viron, advocate
9. Mevr. Françoise Domont-Naert, belast met de economische en juridische informatie bij de consumentenvereniging Test Aankoop
10. De heer Philippe Dumoulin, arts
11. De heer Bernard Garcez, administratief directeur van de haven van Brussel
12. De heer Serge Hauppe, parlementair medewerker
13. De heer Bernard Hermant, bedrijfsleider
14. De heer François Jongen (*), advocaat, hoogleraar aan de Faculteit rechten van de U.C.L. en adjunct-hoogleraar aan de ULg
15. Mevr. Pascale Lecocq (*), docente aan de Faculteit rechten van de ULg
16. De heer Michel Loozen, secretaris van het politiecollege en van de politieraad en tevens hoofd van de dienst Juridische Zaken en Geschillen van de zone Anderlecht-Vorst-Sint-Gillis van de lokale politie
17. De heer Philippe Marchandise, bedrijfsjurist
18. De heer Laurent Marlière (**), bedrijfsleider en hoofdredacteur van de “Journal du Juriste”
19. Mevr. Béatrice Remy, notaris
20. Mevr. Sylvie Risopoulos, bestuursdirecteur bij de diensten van het College van de Franse Gemeenschapscommissie
21. Mevr. Bernadette Smeesters, onderzoekster bij het “Centre de recherche et de prospective en droit social” van de U.L.B.
22. De heer Paul Vanwelde, zaakvoerder
23. De heer José Vilain, ambtenaar bij de FOD Financiën
24. Mevr. Jeanine Windey (*), advocate

## Nota
(*) Kandidaten voorgedragen door de orden van advocaten of door de universiteiten en hogescholen van de Vlaamse en Franse Gemeenschap.
(**) Kandidaten met kennis van het Duits.